# ئی‌ام‌دی دی‌دی‌ای۴۰اکس
ئی‌ام‌دی دی‌دی‌ای۴۰اکس (انگلیسی: EMD DDA40X) یک لوکوموتیو دیزلی ساخت شرکت الکترو-موتیو دیویژن بوده است.
این لوکوموتیو که مابین سال‌های ۱۹۶۹ تا ۱۹۷۱ تولید می‌شده دارای ۱۶ سیلندر و ۶۶۰۰ اسب بخار توان خروجی بوده است.

## نگارخانه

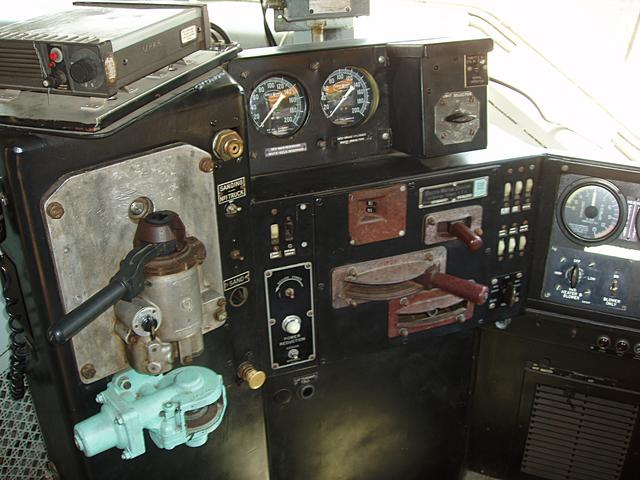